# Escuela Preparatoria Número 1 (UAEH)
La Escuela Preparatoria Número 1 (conocida coloquialmente como Prepa 1) es una escuela autónoma ubicada en Pachuca de Soto y Mineral de la Reforma para bachillerato, forma parte de las tres escuelas preparatorias de la Universidad Autónoma del Estado de Hidalgo en la Zona Metropolitana de Pachuca de Soto sirviendo a la población de dicha zona. 

## Historia
La Preparatoria Número 1 es la primer institución educativa del Estado de Hidalgo que instruyó el servicio educativo de Educación Media Superior, fue fundada en 1869 gracias al decreto expedido por el gobernador Juan Crisóstomo Doria siendo inaugurada el 3 de marzo de ese año e iniciando labores el 8 de marzo junto al Instituto Literario y Escuela de Artes y Oficios del Estado de Hidalgo. Hasta 1962, el ciclo de estudios tuvo una duración de cinco años: tres de instrucción secundaria y dos de bachiller.
La escuela ha tenido tres sedes: la primera ubicada en el Jardín de los Niños Héroes cuyo director era Mariano Navarro y teniendo 28 alumnos, fue trasladada por segunda vez al Hospital de San Juan de Dios en 1875 ( actual Edificio central de la UAEH) y la tercera fue en 1966 tras la creación de la Universidad por lo que fue reubicada hasta Avenida Juárez y su primer director fue Carlos Borja Meza, actualmente cuenta con una sede en Ciudad del Conocimiento.

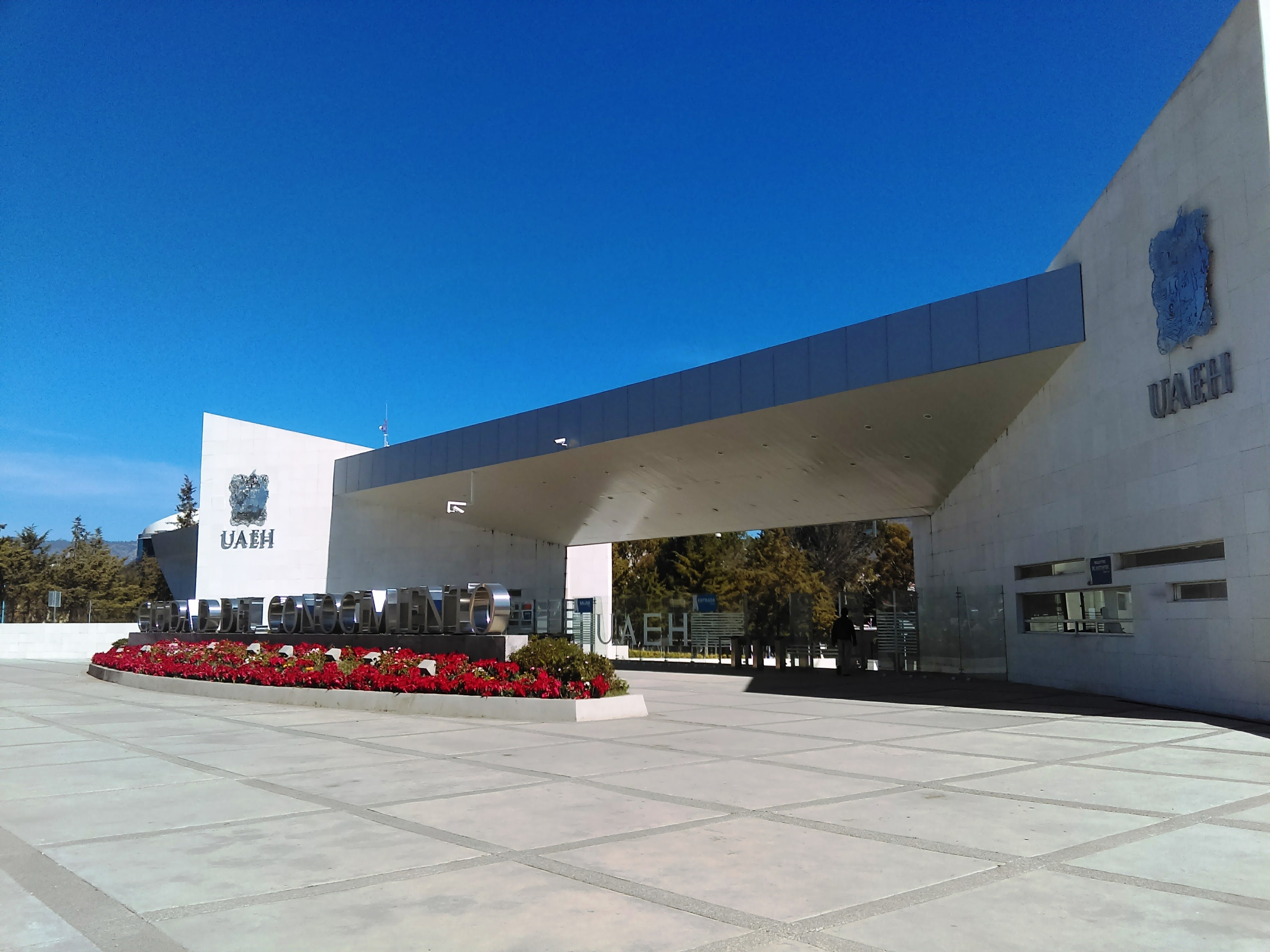
Acceso a Ciudad del Conocimiento

### Alumnos y docentes relevantes
Por sus aulas han sobresalido alumnos que han realizado contribuciones a la ciencia, política y cultura de importancia destacando:
- General Felipe Ángeles
- Heriberto Jara
- Alfonso Cravioto
- Carlos Ramírez Guerrero
- Agustín Téllez Cruces
- Raúl Lozano Ramírez

y los docentes más relevantes son:
- Ricardo García Inzunza
- José Ibarra Olivares
- Héctor Valdelamar Frank
- Rubén Licona Ruiz
- Alberto Zoebiszch Sánchez
- Andrés Márquez Morales  [3]

## Infraestructura
Las instalaciones de la Preparatoria No°1 están divididas en diversos módulos y contemplan al Patio Central, Gimnasio, Unidad de Laboratorios (Biología, Física y Química), Edificio Académico, Aulas de Idiomas, Salas de Administración así como Recintos de Tutorías y una fácil accesibilidad a ellos mediante elevadores. Para protección civil cuenta con detectores de humo, alarmas contra incendios e hidrantes. 

### Patio Central
En el patio central se ubica la entrada a la preparatoria, donde se aprecian áreas verdes y al centro una fuente condecorada con juníperos y La Garza: símbolo que identifica a cada uno de los miembros universitarios, cuenta con espacios recreativos, bancas, arboledas de palmeras y pinos así como el acceso al Gimnasio, Sala Audiovisual y Edificio académico y la entrada al Edificio de Administración donde se encuentran las oficinas de Trabajo, direcciones, la biblioteca y sala de docentes.

### Laboratorios (Biología, Física y Química)
La Unidad de Laboratorios se especializa en diversos campos, como la biología, física y química, cada laboratorio tiene un cupo máximo de 40 alumnos:
En el Laboratorio de Biología se trabaja con material biológico y el aprendizaje es mediante la experimentación y observación de compuestos o estructuras. El equipamiento incluye terminales aéreas, una campana de extracción, modelos didácticos, gabinete de seguridad, pizarras, monitores y microscopios, posee una red de clase inteligente para control, monitoreo y envío de exámenes, software que permite al docente la administración y el control del equipo de cómputo.
Los laboratorios cuentan con terminales robóticas que pueden ser retraídas desde un controlador central. El Módulo de Laboratorios posee interfaces: una sirve para el registro de información que permite la medición de parámetros como pH, conductividad, oxígeno, humedad y temperatura que trasmite vía Bluetooth a un teléfono o computadora. Otra es de datos portátiles, un instrumento de medición con amplio espectro de aplicación a través de diversos sensores.
Los microscopios tienen una tecnología de ajuste de dioptría, utilizando lámparas LED con control de intensidad y permiten la conexión de cámaras vía cable USB o por Wi-Fi para visualizar las imágenes con ayuda de una app. El sistema de control de perilla brinda facilidades, los sistemas de enfriamiento son libres de contaminantes y los modelos permiten un aprendizaje visual más eficiente. El edificio también cuenta con Kits de experimentación en Química, Física y Biología siendo útiles para desarrollar prácticas experimentales. 
También cuentan con campanas de extracción de humo con superficies de trabajo hechas de cerámica resistente a diversos químicos altamente reactivos, tiene puertas automáticas con sensores y funciona silenciosamente.
Los gabinetes de seguridad ayudan al resguardo de reactivos con puertas de sensor térmico que se cierran automáticamente en caso de un incendio, permaneciendo así para la protección del usuario, cuenta con ventilaciones en la parte superior. 

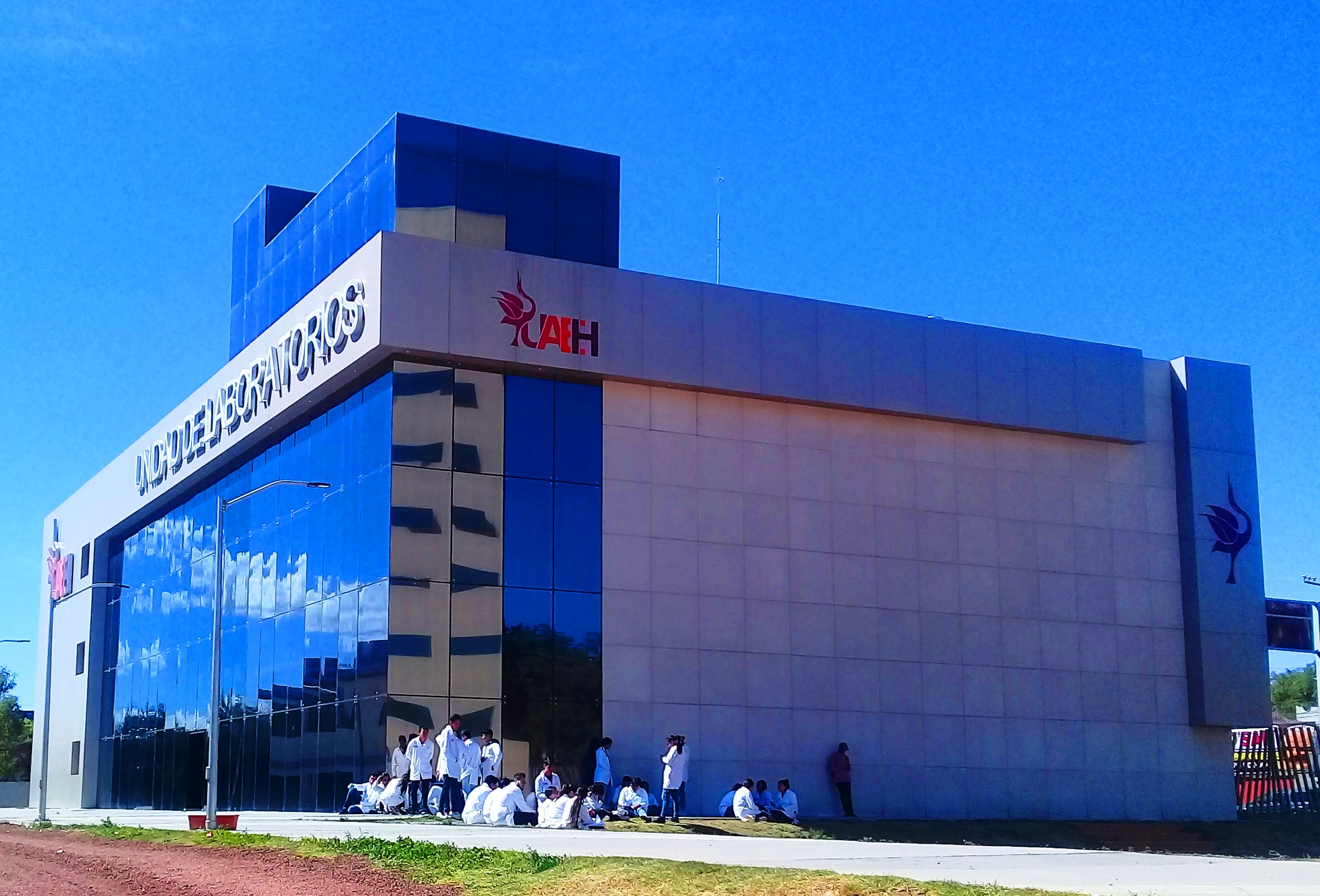
Vista de la Unidad de Laboratorios de la Preparatoria Número 1

| Recinto                  | Número    |
| ------------------------ | --------- |
| Módulos                  | 16        |
| Aulas                    | 21        |
| Laboratorios             | 5         |
| Aulas de cómputo         | 4         |
| Bibliotecas              | 1         |
| Centro de lenguas        | 1         |
| Gimnasio                 | 1         |
| Oficinas administrativas | 1         |
| Metros cuadrados         | 16,614.50 |

## Transparencia
La Escuela Preparatoria Número 1 como parte del Sistema de Escuelas Preparatorias y dependiente de la Universidad Nacional Autónoma de Hidalgo, recibió un financiamiento anual de $106’331,765.47 (Ejercicio 2024)
| Fuente                     | Clasificación | Cantidad         |
| -------------------------- | ------------- | ---------------- |
| Subsidio                   | Ordinario     | 3,380,256,274.50 |
| Federal Específico CONACyT | Específico    | 3,670,511.93     |
| Federal Específico F A M   | Específico    | 39,500,000.00    |
| Federal Específico PRODEP  | Específico    | 600,000.00       |
| Estatal Específico         | Específico    | 177,830,294.20   |

## Transporte
Se puede llegar utilizando transporte público y Tuzobús (Rutas Exprés T01 y Exprés T02) o mediante el Garzabus por la Ruta Prepas (Bombonera-Preparatoria Número 1-Preparatoria Número 3). 

## Publicaciones
- Uno Sapiens-Boletín Científico de la Escuela Preparatoria Número Uno: Publicación científica con una frecuencia semestral editada por la UAEH. [11] [12]